# Flaviano Vicentini
Flaviano Vicentini (Grezzana, Véneto, 21 de junio de 1942 - Verona, 31 de diciembre de 2002) es un ciclista italiano que fue profesional entre 1964 y 1971. 
En su palmarés destaca el Campeonato del mundo en ruta amateur de 1963 disputado a Ronse, en que superó a Francis Bazire y Winfried Bölke.
Como profesional destaca una victoria de etapa a la Vuelta en Cataluña de 1969.

## Palmarés
- 1963
  - Campeón del mundo en ruta amateur 
  - 1º en el Trofeo Piva
- 1966
  - 1º en el Gran Premio de Cannes
- 1969
  - 1º en el Giro del Lacio
  - Vencedor de una etapa a la Volta a Cataluña

### Resultados al Giro de Italia
- 1965. 32º de la clasificación general
- 1966. 21º de la clasificación general
- 1967. 27º de la clasificación general
- 1968. 26.º de la clasificación general
- 1969. 24.º de la clasificación general

### Resultados al Tour de Francia
- 1967. 67.º de la clasificación general
- 1968. 19º de la clasificación general